# 巨杉
巨杉（学名：Sequoiadendron giganteum），俗称世界爷，為柏科巨杉屬唯一的現生種。主要分佈於美国加利福尼亚州內华达山脈西部。阳性树，生长快，而树龄极长。播种繁殖，但幼苗易生病害。巨杉是所有树中最粗大的一种。巨杉不仅是最大的红杉，而且也是地球上最庞大的并且尚存活着的生物。平均可長到50—85（164—279英尺），直徑約5—7（16—23英尺）。紀錄中樹高最高可達93.6（307英尺）、最大直径超过10（33英尺）。
其中一棵位于内华达山紅杉國家公園中的巨杉雪曼將軍樹，树高83.8（275英尺），基部直径幹11.1（36英尺），树干围长31.1（102英尺），树高18.3公尺处仍有5.3（17英尺）直径，树高54.9公尺处直径4.3（14英尺），树高39.6公尺处最大分支直径达2.1（6英尺11英寸）。1985年测算重量约为2,800公噸（2,800長噸；3,100短噸）。據估計其樹齡約2150年左右，應該不超過3100年，其体积达到1,487 m3（52,500 cu ft），是地球上现存最大的单一有机体（曾经有数棵更大的巨杉，但因为19世纪后期发现后的砍伐，已经消失）。

## 形态特征

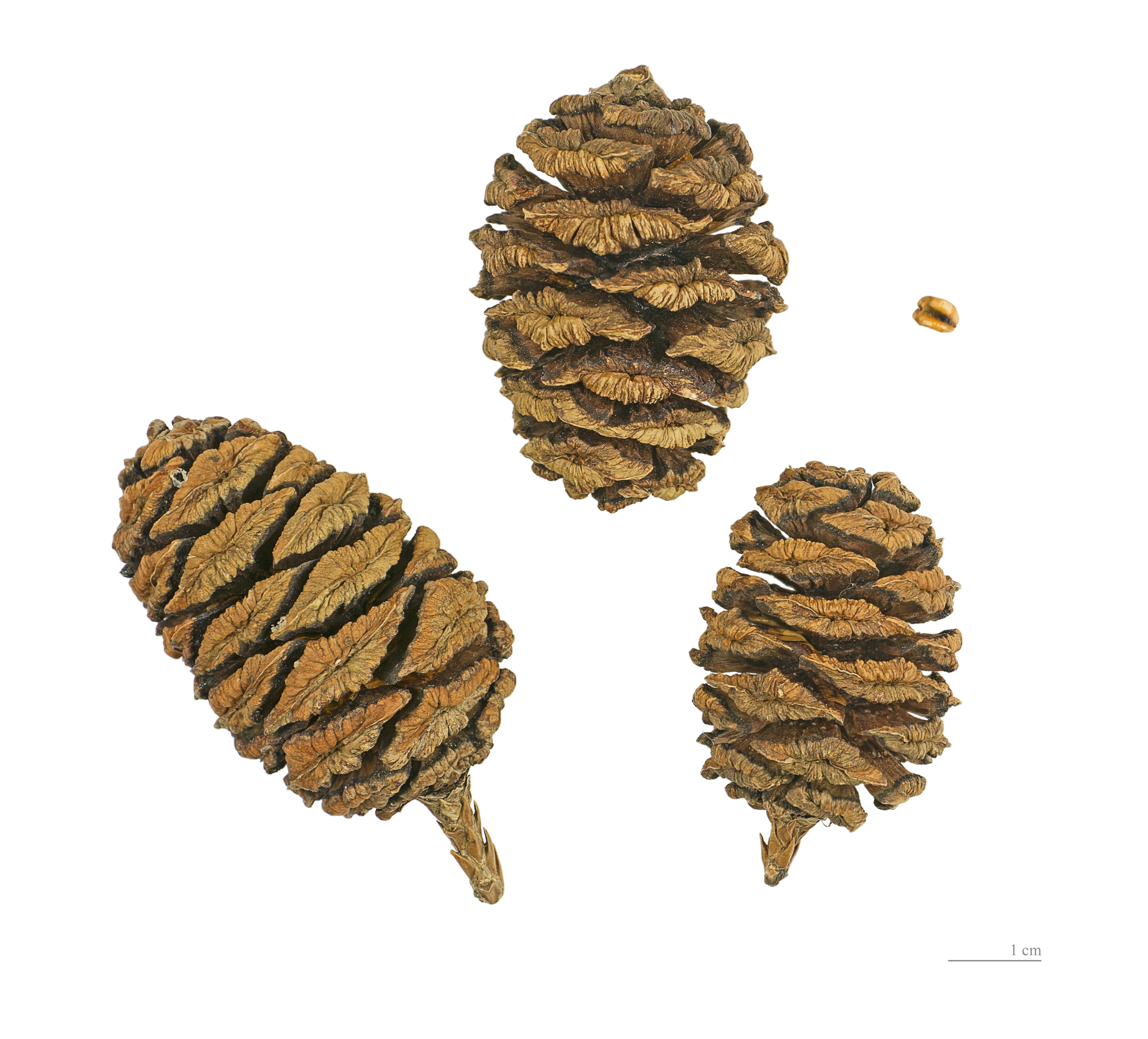
巨杉的毬果

常绿巨型乔木，在原产地可高达 100 公尺，直径可达 10 公尺。树冠阔圆锥形。树干基部有垛柱状膨大物；树皮深纵裂，厚 30 至 60 公分，呈海绵质；冬芽小而裸露：小枝初现绿色，后变为淡褐色。叶鳞状锥形，螺旋状排列，下部贴生小枝，上部分离，分离部分长 3 到 6 毫米，先端锐尖，两面有气孔线。雌雄异株。

## 生长习性
阳性树，耐 -20℃ 低温，喜酸性、肥沃、疏松土壤，亦适应石灰土壤，生长迅速。在排水不良的低湿地生长不良。

## 繁殖培育
播种繁殖。但幼苗易生病害。

## 分佈范围
目前天然原生的世界爺群落只分佈於加州內華達山脈西部，一塊長約 420 公里，海拔約 1400 到 2150 公尺高的狹小範圍內。除少數群落分佈於優勝美地國家公園及其以北之地區外，大多數的自然群落座落於國王峽谷國家公園、巨杉國家公園及其鄰近的國家森林範圍。它們生長的地方通常是有著乾燥夏天、下雪的冬天、潮濕的氣候，海拔約1,500公尺到2,000公尺的山谷中。
世界爺也被引進至美東、歐洲、澳大利亞、紐西蘭及南美的智利與阿根廷的部分地區。

## 用途
世界爺的木材非常的抗腐朽，但是易碎，因此不適合當建築材料。在1880年到1920年時的伐木潮時發現：由於它們巨大的重量和易碎性，因此在它們被砍伐倒下時，大部份的木材都會被浪費。伐木工人嘗試挖壕溝並填滿樹枝來緩和衝擊；不過，估計還是最少會損失50%的木材。世界爺的木材通常用來作屋頂木板或柵欄，或甚至火柴棒。
除了用來做聖誕樹以外，世界爺的主要經濟用途是觀光和園藝。
在美国克拉马斯有一棵树名叫“大教堂树”，从同一根系长出了九棵树，围成一圈，就像一座大教堂。加利福尼亚人有时挑选此地举行婚礼。红杉能从树桩上重新再长出。当伐木工人用红杉给自己筑小木屋时，所用的原木会长出幼苗，于是经常要修剪房屋，好像修剪树篱一样。

## 外部連結
美国国家公园管理局（national park service）
- 谢尔曼将军树的准确数据 （页面存档备份，存于）（英文）
- 最大的30棵巨杉的官方数据 （页面存档备份，存于）（英文）